# Ögmundur Pálsson
Ögmundur Pálsson (født omkring 1465, død i juli 1542) var biskop af Skálholt, et af de to hovedepiskopale sæder i Island, og tjente i denne rolle i over 20 år.
Ögmundur Pálsson studerede i England og Nederlandene, før han blev ordineret som præst i Skálholt i 1499. Fra 1499 til mindst 1508 fungerede han også som kaptajn for Skálholt-biskopsædets sejlende fartøj og handlede som biskoppens agent i udlandet. Han tjente som biskop fra 1519 til 1539. Han udpegede i 1536 Gissur Einarsson som sin efterfølger og sendte ham til Norge for at blive indviet, men Einarsson kom tilbage til Island som evangelisk «overopsynsmand». Han kunne derimod ikke udrette noget med lægmændenes og præsternes modstand.
I foråret 1539 plyndrede fogeden Didrik van Minden Viðey kloster. Senere på sommeren, da Didrik van Minden optrådte frækt over for Pálsson på selve bispesædet, blev fogeden og hans følge dræbt af lokale bønder. Dette gjorde Pálsson mistænkt i Danmark. I 1540, på grund af blindhed, overdrog Pálsson sit embede til Gissur Einarsson og flyttede til en anden gård. Han fortsatte dog at modsætte sig reformationen. Som følge heraf blev han fanget og ført til Danmark af Christoffer Huitfeldt i 1541. Dette skete på trods af hans høje alder og på trods af, at al hans ejendom blev overdraget til Huitsfeldt som betaling for hans frigivelse. Pálsson døde på vejen til Danmark og er begravet i Sorø kloster.